# Babaroga
Babaroga (также просто Ceca) — четвёртый студийный альбом сербской певицы Светланы «Цецы» Ражнатович, выпущенный в июне 1991 года на лейбле PGP-RTB. Продюсерами альбома выступили Добривой Иванкович и Миролюб Аранджелович.
Название альбома — отсылка к фольклорному персонажу южных славян Бабароге, которая приходит по ночам за непослушными детьми и съедает их (некий аналог Бабы-яги).

## Продвижение
Певец записал семь видеоклипов, для следующих песен: «Babaroga», «Volim te», «Hej vršnjaci», «Izbriši vetre trag», «Sto put' sam se zaklela», «Mokra trava» и «Ne kuni majko». Музыкальное видео на песню «Hej vršnjaci» содержит кадры с вечеринки по случаю дня рождения Цецы в Белграде, Сербия, на которой также состоялась презентация альбома. Видеоклип «Ne kuni majko» был снят в белградской крепости «Калемегдан». Через несколько месяцев после выхода компакт-диска Был опубликован видеосборник Babaroga со свеми клипами и некоторыми телевыступлениями.
Впервые песни с альбома Цеца начала исполнять во время концертного турне Šta je to u tvojim venama в 1993 году.

## Отзывы критиков
В своём ретроспективном обзоре рецензент портала Before After Огнен Лопушина, отметил, что несмотря на яркое оформление альбома и клипы, за ними скрывается настоящая вневременная классика о несчастной любви — «Izbriši vetre njegov trag», «Volim te» и «Bivši». Также он отметил, что на данном альбоме Цеца трансформировалась во взрослую девушку. И хотя, по его мнению, Драгана Миркович какое-то время являлась покровительницей всех брошенных и преданных девушек, то данным альбомом Цеца решительно заняла эту позицию.

## Список композиций
| №                   | Название                    | Текст песни             | Музыка               | Длительность |
| ------------------- | --------------------------- | ----------------------- | -------------------- | ------------ |
| 1.                  | «Babaroga»                  | Добривой Иванкович      | Добривой Иванкович   | 4:39         |
| 2.                  | «Volim te»                  | Илонка Тадич            | Добривой Иванкович   | 4:00         |
| 3.                  | «Izbriši, vetre, trag»      | Стевица Спасич          | Миролюб Аранджелович | 3:54         |
| 4.                  | «Hej, vršnjaci»             | Мириана Буковчич-Тришич | Добривой Иванкович   | 3:35         |
| 5.                  | «Sto put' sam se zaklela»   | Добривой Иванкович      | Добривой Иванкович   | 2:50         |
| 6.                  | «Da si nekad do bola voleo» | Мария Николич           | Добривой Иванкович   | 4:44         |
| 7.                  | «Ne kuni, majko»            | Виолета Мичкович        | Добривой Иванкович   | 4:13         |
| 8.                  | «Bivši»                     | Драган Стодич           | Добривой Иванкович   | 4:07         |
| 9.                  | «Mokra trava»               | Милада Зекович          | Миролюб Аранджелович | 3:14         |
| Общая длительность: | Общая длительность:         | Общая длительность:     | Общая длительность:  | 35:16        |

## Чарты
| Чарт (1991)                               | Высшая позиция |
| ----------------------------------------- | -------------- |
| СР Босния и Герцеговина (Ven Folk Top 20) | 1              |